# Райгородоцька сільська рада (Коропський район)
Райгородо́цька сільська́ ра́да — адміністративно-територіальна одиниця та орган місцевого самоврядування в Коропському районі Чернігівської області. Адміністративний центр — село Райгородок.

## Загальні відомості
- Територія ради: 39,937 км²
- Населення ради: 539 осіб (станом на 2001 рік)

Райгородська сільська рада зареєстрована 1919 року. Стала однією з 25-ти сільських рад Коропського району і одна з 17-ти, яка складається більше, ніж з одного населеного пункту.
На території сільради діє Райгородська ЗОШ І-ІІ ст.

## Населені пункти
Сільській раді підпорядковані населені пункти:
- с. Райгородок (375 осіб)
- с. Жернівка (164 особи)

## Склад ради
Рада складається з 16 депутатів та голови.
- Голова ради: Кириченко Микола Іванович
- Секретар ради: Сергієнко Людмила Віталіївна

### Керівний склад попередніх скликань
| Прізвище, ім'я, по батькові | Основні відомості                                                                     | Дата обрання | Дата звільнення |
| --------------------------- | ------------------------------------------------------------------------------------- | ------------ | --------------- |
| Єрмоленко Наталія Іванівна  | Сільський голова, 1975 року народження, член Всеукраїнського об'єднання «Батьківщина» | 26.03.2006   | 31.10.2010      |
| Кириченко Микола Іванович   | Сільський голова, 1954 року народження, освіта вища, член Партії регіонів             | 31.10.2010   |                 |

Примітка: таблиця складена за даними сайту Верховної Ради України

### Депутати
За результатами місцевих виборів 2010 року депутатами ради стали:

#### За суб'єктами висування
| Суб'єкт висування           | Кількість обраних депутатів | %    |
| --------------------------- | --------------------------- | ---- |
| Партія регіонів             | 8                           | 50   |
| Самовисування               | 5                           | 31,3 |
| Комуністична партія України | 3                           | 18,8 |

#### За округами
| № округу                    | Прізвище, ім'я, по батькові    | Дата визнання обраним | Освіта  | Партійна приналежність                        | Відомості про обраного депутата               |
| --------------------------- | ------------------------------ | --------------------- | ------- | --------------------------------------------- | --------------------------------------------- |
| Комуністична партія України |                                |                       |         |                                               |                                               |
| 2                           | Висоцький Анатолій Семенович   | 01.11.2010            | середня | член Комуністичної партії України             | пенсіонер                                     |
| 8                           | Корнієнко Надія Миколаївна     | 01.11.2010            | вища    | член Партії регіонів                          | Райгородська загальноосвітня школа, вчитель   |
| 12                          | Струц Віталій Миколайович      | 01.11.2010            | середня | член Комуністичної партії України             | пенсіонер                                     |
| Партія регіонів             |                                |                       |         |                                               |                                               |
| 5                           | Кириченко Ніна Василівна       | 01.11.2010            | вища    | член Партії регіонів                          | Лукнівська загальноосвітня школа, вчитель     |
| 6                           | Кириченко Сергій Миколайович   | 01.11.2010            | середня | член Партії регіонів                          | Краснопільська загальноосвітня школа, вчитель |
| 7                           | Конча Ігор Віталійович         | 01.11.2010            | середня | позапартійний                                 | тимчасово не працює                           |
| 9                           | Сабов Василь Іванович          | 01.11.2010            | середня | член Комуністичної партії України             | тимчасово не працює                           |
| 10                          | Саюк Валентина Михайлівна      | 01.11.2010            | вища    | член Партії регіонів                          | Райгородська загальноосвітня школа, вчитель   |
| 11                          | Сергієнко Людмила Віталієвна   | 01.11.2010            | середня | член Партії регіонів                          | Сільська рада, секретар                       |
| 14                          | Харченко Тетяна Петрівна       | 01.11.2010            | вища    | позапартійна                                  | Райгородська загальноосвітня школа, вчитель   |
| 15                          | Шапка Микола Михайлович        | 01.11.2010            | вища    | член Партії регіонів                          | Райгородська загальноосвітня школа, директор  |
| Самовисування               |                                |                       |         |                                               |                                               |
| 1                           | Братанич Микола Іванович       | 01.11.2010            | середня | член Всеукраїнського об'єднання «Батьківщина» | пенсіонер                                     |
| 3                           | Єрмоленко Валентин Григорович  | 01.11.2010            | середня | позапартійний                                 | ФГ «Схід — Є», голова                         |
| 4                           | Карацюба Тетяна Михайлівна     | 01.11.2010            | середня | позапартійна                                  | Райгородська загальноосвітня школа, кухар     |
| 13                          | Ткаченко Людмила Володимирівна | 01.11.2010            | середня | позапартійна                                  | тимчасово не працює                           |
| 16                          | Шило Олексій Олексійович       | 01.11.2010            | середня | позапартійний                                 | ТОВ «Черешеньки», механізатор                 |